# NGC 6957
NGC 6957 é uma galáxia espiral (Sc) localizada na direcção da constelação de Delphinus. Possui uma declinação de +02° 34' 50" e uma ascensão recta de 20 horas, 44 minutos e 47,7 segundos.
A galáxia NGC 6957 foi descoberta em 28 de Junho de 1863 por Albert Marth.